# Leaving Neverland
Leaving Neverland är en dokumentärfilm som sändes på HBO 2019. Filmen, som är en samproduktion mellan Channel 4 och HBO, handlar om Wade Robson och James Safechuck, vilka i filmen framför sina minnesbilder av hur de som barn blev sexuellt utnyttjade av Michael Jackson.
Dokumentären består av två avsnitt med vardera två timmars längd
Filmens trovärdighet har ifrågasatts av Michael Jacksons levnadstecknare Mike Smallcombe då James Safechuck i dokumentären säger att Michael Jackson förgrep sig på honom inne i Neverlands järnvägsstation mellan 1988 och 1992. Det har bevisats att uppförandet av järnvägsstationen påbörjades 1993.